# Từ Liêm (phường)
Từ Liêm là một phường nội thành nằm ở phía Tây thành phố Hà Nội, Việt Nam.

## Vị trí địa lý
Phường Từ Liêm có vị trí địa lý:
- Phía Bắc giáp phường Phú Diễn với ranh giới là đường Hồ Tùng Mậu
- Phía Tây tiếp giáp phường Xuân Phương với ranh giới là sông Nhuệ
- Phía Nam giáp các phường Đại Mỗ với ranh giới là đường Đại lộ Thăng Long
- Phía Đông giáp các phường Cầu Giấy và phường Yên Hoà với ranh giới là đường Vành đai 3

## Lịch sử
Ngày 16 tháng 6 năm 2025, Ủy ban Thường vụ Quốc hội ban hành Nghị quyết số 1656/NQ-UBTVQH15 trong đó về việc sắp xếp toàn bộ diện tích tự nhiên, quy mô dân số của các phường Cầu Diễn, Mễ Trì, Mỹ Đình 1, Mỹ Đình 2, Phú Đô (quận Nam Từ Liêm cũ), một phần của phường Mai Dịch (quận Cầu Giấy cũ) thành phường mới có tên gọi là phường Từ Liêm.